# Erik Durm
Erik Durm (sinh ngày 12 tháng 5 năm 1992) là một cựu cầu thủ bóng đá chuyên nghiệp người Đức, từng thi đấu ở vị trí hậu vệ toàn diện.

## Sự nghiệp
Anh bắt đầu sự nghiệp câu lạc bộ của mình vào năm 1998 tại học viện của SG Rieschweiler, trước khi chuyển đến học viện của 1. FC Saarbrücken vào năm 2008, nơi anh trở thành cầu thủ ghi bàn nhiều nhất mùa giải 2009–2010 với 13 bàn thắng. Tháng 7 năm 2010, Durm nhập học vào học viện của Mainz 05 và giành chiến thắng trong Cúp Liên đoàn Thanh niên Đức năm 2010–11, sau đó, Durm ra sân lần đầu tiên và chơi trận duy nhất trong mùa giải 2010–11 cho đội hình dự bị của Mainz 05 vào ngày 4 tháng 12 năm 2010 trước SV Elversberg trong Regionalliga Đức.
Trong mùa giải 2011–12, Durm chuyển sang đội hình dự bị của Mainz 05 và ghi bảy bàn thắng trong 10 trận đầu tiên của Mainz 05 II. Sau đó, Durm tiếp tục ghi hai bàn thắng trong chiến thắng 3–0 trước đội hình dự bị của Eintracht Frankfurt vào ngày 7 tháng 10 năm 2011. Sau khi ghi chín bàn thắng trong nửa đầu mùa giải 2011–12, Durm ghi bốn bàn thắng trong nửa sau của mùa giải và vào tháng 1 năm 2012, cả Mainz 05 và Borussia Dortmund đều đưa ra đề nghị hợp đồng chuyên nghiệp cho Durm, nhưng Durm từ chối đề nghị từ Mainz 05 để ký hợp đồng với BVB.

### Borussia Dortmund
Trong mùa giải 2012–13, Durm ký hợp đồng với Borussia Dortmund cho đến tháng 6 năm 2014 và trở thành thành viên của đội hình của Borussia Dortmund II tham gia ở giải bóng đá hạng ba của Đức. Trong mùa giải 2012–13 giải hạng ba, vào ngày 21 tháng 7 năm 2012, Durm ra mắt bóng đá chuyên nghiệp của mình trong một trận đấu cho Borussia Dortmund II trước VfL Osnabrück. Ngày 18 tháng 5 năm 2013, Durm xuất hiện trong trận đấu thứ 38 và cuối cùng trong một chiến thắng 1–0 trước đội hình dự bị của VfB Stuttgart.
Trong mùa giải Bundesliga 2013–14, Durm được đưa vào đội một của Borussia Dortmund và, vào ngày 10 tháng 8 năm 2013, anh ra sân lần đầu tiên cho BVB trong Bundesliga; vào sân ở phút thứ 87 thay cho Robert Lewandowski như một cầu thủ dự bị trong chiến thắng 4–0 trước FC Augsburg. Durm ra mắt tại UEFA Champions League vào ngày 1 tháng 10 năm 2013 trong trận thắng 3–0 trước câu lạc bộ Pháp Olympique Marseille.